# Parabetarmon
Parabetarmon là một chi bọ cánh cứng trong họ 
Elateridae.
Chi này được miêu tả khoa học năm 1970 bởi Ôhira.

## Các loài
Chi này có các loài:
- Parabetarmon carinicephalus (Miwa, 1931)